# Kari Jobe
Kari Jobe, (Texas, 06 de Abril de 1981) nome artístico de Kari Brooke Jobe Carnes é uma cantora e compositora de música cristã contemporânea americana.

## Biografia
Kari Jobe nasceu na cidade de Waco, no Condado de McLennan no Texas. Seus pais são Caroline "Sandy" Jobe (Caroline Bragg, como solteira) e o Pr. Mark Douglas Jobe e seus irmãos são Kristen e Caleb Jobe; Kari foi criada na cidade de Watuaga e em Hurst, sendo as duas cidades localizadas no Condado de Tarrant. Kari começou a cantar aos seus três anos de idade, e se converteu ao cristianismo aos cinco.[carece de fontes?]
Depois de estudar na Universidade Oral Roberts e no Instituto Cristo para as Nações, ela se transferiu para a Universidade Batista de Dallas, onde se formou em estudos pastorais e psicologia. 
Após a sua formatura, Jobe foi convidada a trabalhar como líder de louvor e pastora na Gateway Church em Southlake, e ela aceitou. Ela trabalha junto com o seu pai, que é o pastor-chefe, na igreja sendo feitos viagens e cultos missionários de sua igreja.
Em 2003, Kari vira membro do Gateway Worship, uma banda de música cristã contemporânea associada a Igreja Gateway. O segundo álbum ao vivo deles lançado em 2008, "Wake Up the World" atingiu o segundo lugar na Billboard Top Christian Albums.[carece de fontes?]
Em 2005, Kari lança sua primeira coletânea musical ao vivo sendo homônimo, um ano antes ela lançou o disco Throneroom Worship: Live Acoustic Worship e três anos depois, Kari lançou um álbum de estúdio de natal, intitulado Bethlehem.

## 2009-2010: "Kari Jobe" e indicações ao GMA Dove Awards
Em fevereiro de 2009, Jobe lançou seu álbum de estreia, como homônimo pela Integrity Music, divulgada mundialmente pela Columbia Records e produzida pela Gateway Produções.[carece de fontes?] O álbum saltou para sexagésimo sétimo lugar na lista do Billboard 200, em primeiro lugar na parada do iTunes de músicas cristãs e em terceira posição na parada do Billboard de músicas cristãs.[carece de fontes?] Depois do lançamento desse disco, Kari lança seu formato em espanhol, intitulado Le Canto.
O primeiro single "I'm Singing" estreou em décima terceira posição na parada da Billboard de singles cristãos; o segundo single do disco "Healer" estreou em trigésima terceira posição na parada da Billboard Christian Soft Adult Contemporary. No mesmo ano, 2009, Kari estreou o single "Adore Him", esta canção faz parte da coletânea Worship and Adore: A Christmas Offering.
No ano de 2010, Kari Jobe foi indicada para premiação GMA Dove Awards, na categoria "Artista Revelação do Ano" mas perdeu para a banda cristã Sidewalk Prophets. Mas ganhou na categoria "Álbum de evento especial do ano" com o disco Glory Revealed II: The Word of God In Worship.

## 2011-2015: "Where I Found You" e indicação ao Grammy
Em 2011, Kari Jobe sai da sua antiga gravadora assinou com a gravadora EMI CMG Sparrow.
Kari lançou seu segundo álbum de estúdio, "Where I Find You" em 24 de janeiro de 2012. O álbum estreou no 75 na Canadian Albums Chart. O álbum também estreou em décima posição na Billboard 200. Jobe mais tarde lançou seu primeiro EP, The Acústico Sessões (Live), no final daquele ano.
Em 2012, Kari Jobe foi indicada ao Grammy Awards na categoria de "Melhor álbum cristão contemporâneo" com o disco "Where I Find You".
Jobe gravou nos dias 20 e 21 de novembro de 2013 o álbum ao vivo intitulado Majestic no Teatro homônimo, em Dallas, Texas, o cargo da produção ficou por conta de Jeremy Edwardson. O CD foi lançado em 25 de março de 2014. O single "Forever" foi lançada em formato de download digital no dia 18 de fevereiro do mesmo ano no site iTunes. O álbum ficou na nona posição de mais baixados do site. O álbum foi lançado no Brasil no mês de abril do mesmo ano, sendo distribuído pela Cazion Brasil.
Ela ficou noiva do cantor Cody Carnes em 12 de agosto de 2014. E no dia 21 de novembro de 2014 eles se casaram.
No ano de 2015 anunciou que estava grávida e já teve o bebê em Fevereiro de 2016.
O álbum Majestic venceu o GMA Dove Awards 2015 na categoria Melhor CD.

## Discografia
| Álbuns de estúdio - 2007: Bethlehem - 2009: Kari Jobe - 2012: Where I Find You - 2015: Majestic: Revisited - 2017: The Garden Álbuns em espanhol - 2010: Le Canto - 2012: Donde Te Encuentro Álbuns ao vivo - 2004: Throneroom Worship: Live Acoustic Worship - 2014: Majestic EPs - 2012: The Acoustic Sessions (Live) | Álbuns com Gateway Worship - 2003: Unbreakable - 2004: Masterpiece - 2006: Drawing Closer: Songs from Gateway Devotions - 2006: Living for You - 2007: The Battle: Songs from Gateway Devotions - 2008: First: Songs from Gateway Devotions - 2008: Wake Up the World - 2010: God Be Praised - 2011: Great Great God - 2012: Foreve Yours - 2015: Walls - 2016: Voices - CD especial com canções cantadas por Kari Jobe em gravações da Gateway Worship |

Singles de álbuns
- 2008: "I'm Singing"
- 2009: "Adore Him"
- 2010: "You Are For Me
- 2010: "Healer"
- 2011: "We Are"
- 2012: "Steady My Heart"
- 2014: "Forever"
- 2016: "The Cause of Christ"
- 2016: "Heal Our Land"
- 2017: "Fall Afresh"
- 2017: "The Garden"

### Parcerias vocais
- Glory - Klaus Kuehn e Elizabeth Clark
- Digno y Santo - Danilo Montero
- To You Be the Glory - Matt Maher
- Whom Shall I Fear - Lincoln Brewster
- Prepare The Way - Klaus Kuehn
- You are For Me - Christian City Churches
- Yahweh, Amazed (Obsession) - Desesperation Band
- Crown Him (Majesty) - Chris Tomlin
- Yours Forever - Darlene Zschech
- Forever - Bethel Music
- The One That Really Matters - Michael W. Smith
- Broken - Lecrae
- Surrendered - Chris Quilala

## Premiações e indicações
| Ano  | Prémio      | Categoria                                                                                               | Resultado |
| ---- | ----------- | --- | --------- |
| 2010 | Dove Awards | Melhor Nova Artista do Ano                                                                              | Indicada  |
| 2010 | Dove Awards | Álbum em Versão Espanhol do Ano (Le Canto)                                                              | Vencedora |
| 2010 | Dove Awards | Álbum Especial do Ano (Glory Revealed II: The Word of God in Worship) [Dividiu o prêmio com Matt Maher] | Vencedora |